# Steenmastiekasfalt
Steen- of splitmastiekasfalt (SMA) is een type asfalt dat veel binnenstedelijk en op provinciale wegen wordt toegepast als deklaag in een wegverhardingsconstructie.
Steenmastiekasfalt is net als Zeer Open Asfalt discontinu gegradeerd en bevat ook een hoog percentage gebroken materiaal met een diameter groter dan 2 mm. De ontstane holle ruimten worden vrijwel geheel gevuld door mastiek, dus door zand, vulstof en bitumen. Mastiek heeft een grote duurzaamheid en een zeer hoge weerstand tegen vervorming.
Evenals binnen de categorie asfaltbeton zijn er ook binnen deze categorie variatiemogelijkheden, vooral wat betreft de gradering, welke meestal tussen de 0/6 en 0/11 ligt. Deze geven verschillende geluidsreducties: enkele ervan kunnen als "stil" bestempeld worden (zo'n 2 dB(A) reductie). Het belangrijkste voordeel van de toepassing van steenmastiekasfalt is echter de grotere weerstand tegen vervorming, zowel onder invloed van zware aslasten als remkrachten en wringing, hetgeen resulteert in een hoge duurzaamheid. Het is echter wel een relatief duur mengsel, mede door het hogere bitumengehalte (ca. 7%) en de noodzaak om afdruipremmende stoffen toe te voegen. Steenmastiekasfalt heeft namelijk door het relatief grote percentage steen relatief slechte hechtingsmogelijkheden voor het bitumen. De hogere prijs per volume-eenheid wordt overigens ten dele weer gecompenseerd door de mogelijkheid om kleinere laagdikten toe te passen